# فأر جيبي بيلي
فأر جيبي بيلي  (الاسم العلمي: Chaetodipus baileyi) هو نوع من الحيوانات يتبع جنس فأر جيبي خشن من فصيلة الغوفرية.